# Feliz Deserto
Feliz Deserto is een gemeente in de Braziliaanse deelstaat Alagoas. De gemeente telt 4.568 inwoners (schatting 2009).
De gemeente grenst aan Coruripe, Penedo en Piaçabuçu.